# Водник (стадион, Уфа)
Стадион «Водник» (ранее — спортивного общества «Водник») — единственный футбольный стадион в Затоне города Уфы. Расположен в левобережной пойме старицы реки Белой. Соединяется велодорожкой с парком «Волна».

## Характеристика
Вокруг стадиона расположена круговая велодорожка протяженностью 2,2 км.

## История
Открыт в 1948. Первоначально располагался в квартале нынешних улиц Ахметова, Шмидта и Запорожского переулка. Реконструирован в середине 1960-х. Закрыт в 1980-х, и позднее снесён — на его месте построены девятиэтажные дома.
Вновь построен на территории возле Уфимского судоремонтно-судостроительного завода на левом берегу старицы реки Белой.
В 2013 построена велодорожка вокруг стадиона.